# Série de pièces commémoratives américaines Star-Spangled Banner
La série de pièces commémoratives américaines Star-Spangled Banner est une série commémorative, non circulante, émise par la Monnaie des États-Unis en 2012 et frappée à la Monnaie de West Point.
Elle est autorisée par la loi publique 111-232 du 16 août 2010 qui demande au Secrétaire au Trésor de frapper des pièces en commémoration du bicentenaire de la rédaction de la Star-Spangled Banner (bannière étoilée), l'hymne national américain.
La série se compose d'une pièce de 5 dollars en or et d'une pièce de 1 dollar en argent. Les bénéfices tirés de la vente sont versés à la commission du bicentenaire de la guerre de 1812 dans le Maryland pour soutenir les activités liées au 200e anniversaire du conflit.

## Contexte
Le 7 septembre 1814, Francis Scott Key visite la flotte britannique dans la baie de Chesapeake, dans le Maryland, pour obtenir la libération de son ami, le Dr William Beanes. La libération de Beanes est assurée, mais lui et Key sont retenus par les Britanniques pendant le bombardement de Fort McHenry, le principal fort défendant Baltimore. Le matin du 14 septembre, après le bombardement qui dure 25 heures, Key, à travers la fumée qui se dissipe, aperçoit un drapeau américain de 42 pieds par 30 flottant fièrement au-dessus du fort. Il est tellement inspiré par la vue de cet énorme drapeau qu'il écrit un verset qu'il nomme « La Défense de Fort McHenry » pour commémorer l'occasion. Il ajoute également une note indiquant qu'il devrait être chanté sur l'air de la mélodie britannique populaire To Anacreon in Heaven. En l'espace d'un mois, les paroles sont publiées dans des journaux le long du littoral est. En 1916, le président Woodrow Wilson ordonne que l'hymne, qui est populairement rebaptisé The Star-Spangled Banner (la bannière étoilée), soit joué lors des cérémonies militaires et navales. Le 3 mars 1931, le président Herbert Hoover signe une résolution adoptée par le Congrès qui désigne officiellement la chanson comme l'hymne national des États-Unis.

## Législation
Le projet de loi H.R.2097 est introduit à la Chambre le 23 avril 2009 par le représentant démocrate du Maryland, C. A. Dutch Ruppersberger. Il demande au Secrétaire au Trésor de frapper des pièces pour commémorer le bicentenaire de la rédaction de la Star-Spangled Banner (bannière étoilée), l'hymne national américain. Le projet est approuvé, après débat, le 9 septembre et envoyé au Sénat le lendemain. Celui-ci le transmet à la commission bancaire, du logement et des affaires urbaines d'où il revient le 2 août 2010 pour être approuvé le jour même par le Sénat. Il est présenté au président Barack Obama le 10 août et signé par ce dernier le 16 août pour en faire la loi publique 111-232,.

## Dessins

### Dollar
L'avers du dollar en argent, conçu par Joel Iskowitz et gravé par Phebe Hemphill, représente la Liberté brandissant le drapeau à 15 étoiles et 15 bandes, avec Fort McHenry à l'arrière-plan. Les inscriptions comprennent LIBERTY, IN GOD WE TRUST et la date d'émission, 2012. Initialement, ce motif doit être utilisé sur la pièce d'or, mais le comité consultatif des citoyens sur les pièces de monnaie recommande que ce motif convienne mieux au dollar d'argent, de plus grande taille,.
Au revers, crée par William C. Burgard II et sculpté par Don Everhart, figure une image du drapeau américain moderne en train de flotter. L'association du drapeau de la bannière étoilée et du drapeau moderne à 13 bandes et 50 étoiles donne un sentiment de continuité depuis l'époque de la guerre de 1812 jusqu'à nos jours. Les inscriptions sont la valeur faciale, ONE DOLLAR, la devise latine, E PLURIBUS UNUM et le pays émetteur, UNITED STATES OF AMERICA,.

### Half eagle
L'avers de la pièce d'or, dessiné par Donna Weaver et gravé par Joseph Menna, représente une scène de bataille navale avec, au premier plan, un navire américain et, à l'arrière-plan, un navire britannique en fuite et endommagé. Les inscriptions comprennent IN GOD WE TRUST, LIBERTY et  la double date, 1812-2012. Initialement, ce dessin est préparé pour le dollar en argent, mais il est retenu pour la pièce d'or sur recommandation de la comission consultative des citoyens sur la monnaie,.
Le motif du revers de la pièce, créé par Richard Masters du programme Artistic Infusion (AIP) et sculpté par Joseph Menna, comprend les premières paroles de l'hymne national O SAY CAN YOU SEE (Oh dis, vois-tu), écrites de la main de Francis Scott Key. L'arrière-plan présente un arrangement de 15 étoiles et de 15 bandes représentant le drapeau américain de l'époque. Les inscriptions sur le pourtour de la pièce comprennent UNITED STATES OF AMERICA, E PLURIBUS UNUM et FIVE DOLLARS,.

## Production et vente
La loi qui autorise la frappe de la série commémorative permet une émission maximale de 100 000 pièces de 5 dollars en or et 500 000 pièces de 1 dollar en argent. La Monnaie de San Francisco frappe les dollars en version brillant universel et celle de Philadelphie se charge de la finition belle épreuve. Les deux versions du half eagle proviennent de la Monnaie de West Point. Les dessins sont révélés le 14 décembre 2011 et leur vente commence le 5 mars 2012 au prix intial de prix initial de 495 et 505 dollars pour les finitions brillant universel et belle épreuve, respectivement, de la pièce en or et 44,95 et 49,95 dollars pour les deux versions de la pièce en argent. Le 5 avril ces prix passent à 500 et 510 $ pour le half eagle et 49,95 et 54,95 $ pour la pièce de 1 dollar.
Un total de 25 305 exemplaires de la pièce de 5 dollars est vendu — 18,299 belle épreuve et 7,006 brillant universel — auxquelles s'ajoutent 210,660 pièces de 1 dollar dont 168 981 en finition belle épreuve et 41 679 en qualité brillant universel, loin des frappes maximales autorisées.
Les bénéfices tirés de la vente de la série sont versés à la commission du bicentenaire de la guerre de 1812 au Maryland. La commission utilise ces fonds pour soutenir ses activités liées au bicentenaire, ses activités éducatives, ainsi que la préservation et l'amélioration des sites et des structures liés à la guerre de 1812.